# Minos Linea
La Minos Linea è una struttura geologica della superficie di Europa.